# Chasseur d'autographes
Série Donald Duck
Pour plus de détails, voir Fiche technique et Distribution.
Chasseur d'autographes (The Autograph Hound) est un court métrage d'animation américain des studios Disney avec Donald Duck, sorti le 1er septembre 1939.

## Synopsis
Donald se faufile dans un important studio d'Hollywood et tente d'obtenir, en esquivant régulièrement un agent de la sécurité, les autographes de vedettes telles que Greta Garbo, Mickey Rooney, Sonja Henie ou Shirley Temple. Il finit par être reconnu comme étant lui-même une « star » et se voit obligé de signer à son tour des autographes.

## Fiche technique
- Titre original : The Autograph Hound
- Titre français : Chasseur d'autographes
- Série : Donald Duck
- Réalisation : Jack King
- Scénario : Harry Reeves
- Animation : Larry Clemmons, John Elliotte, Ward Kimball, Ed Love
- Musique : Oliver Wallace
- Production : Walt Disney
- Société de production : Walt Disney Productions
- Société de distribution : RKO Pictures
- Format : Couleur (Technicolor) - 1,37:1 - Son mono (RCA Sound System)
- Durée : 8 min
- Langue : Anglais
- Pays :  États-Unis
- Date de sortie :
  - États-Unis : 1er septembre 1939[1]

## Voix originales
- Clarence Nash : Donald Duck
- Billy Bletcher : L'agent de sécurité

## Voix françaises
- Sylvain Caruso : Donald Duck
- Jean-Claude Donda : Mickey Rooney
- Régine Teyssot : Shirley Temple

## Commentaires
Ce film reprend le principe des caricatures d'acteurs célèbres, déjà utilisé dans la Parade des nommés aux Oscars 1932, L'Équipe de Polo (1936) et Mother Goose Goes Hollywood (1938) mais aussi dans les dessins animés d'autres studios (Merrie Melodies, Tex Avery, etc.). Le scénario tourne cependant cette fois autour de Donald Duck. Pour Steven Watts, Chasseur d'autographes mets en évidence le développement du caractère de Donald Duck.
On peut noter, par ordre d'apparition : Greta Garbo, Mickey Rooney, Sonja Henie, les Ritz Brothers, Shirley Temple, Clark Gable, Charlie McCarthy, Henry Armetta, Stepin Fetchit, Roland Young, The Lone Ranger et son cheval Silver, Joe E. Brown, Martha Raye, Hugh Herbert, Irvin S. Cobb, Edward Arnold, Katharine Hepburn, Eddie Cantor, Slim Summerville, Lionel Barrymore dans la série des Dr. Kildare, Bette Davis dans L'Insoumise, Groucho et Harpo Marx, Mischa Auer, Joan Crawford et Charles Boyer en Napoléon dans Marie Walewska (Conquest). Est également évoqué le film The Road to Mandalay de Tod Browning. Cette liste laisse à penser que le studio visité par Donald est la Metro-Goldwyn-Mayer.
La caricature du comédien noir Step'n Fetchit fut supprimée des premières éditions vidéo car jugée comme portant atteinte à la dignité des afro-américains par certaines associations en raison du stéréotype négatif. D'autres films furent - eux - totalement interdits de diffusion (quand ils ne pouvaient être amputés des scènes incriminées) dès les années 1960. Ce fut le cas de nombreux Tex Avery mais aussi du long-métrage des studios Disney Mélodie du Sud (1946), toujours indisponible en DVD à ce jour.

## Titre en différentes langues
Source: IMDb
- Allemagne : Donald auf Prominentenjagd
- Suède : Kalle Anka som autografjägare